# Big Bad Jug
Big Bad Jug  è un album di Gene Ammons, pubblicato dalla Prestige Records nel 1973. I brani dell'album furono registrati al Van Gelder Studio di Englewood Cliffs, New Jersey (Stati Uniti) nelle date indicate nella lista tracce.

## Tracce
Lato A
1. Lady Mama – 6:47 (Gene Ammons) – Registrato il 1º novembre 1972
2. I Can't Help Myself – 4:10 (Brian Holland, Lamont Dozier, Edward Holland Jr.) – Registrato il 1º novembre 1972
3. Lucille – 4:52 (Harold Vick) – Registrato il 1º novembre 1972
4. Fly Me – 3:06 (Ron Lockhart, Richard Druz) – Registrato il 28 ottobre 1972

Lato B
1. Big Bad Jug – 7:46 (Gene Ammons) – Registrato il 30 ottobre 1972
2. Papa Was a Rolling Stone – 4:36 (Barrett Strong, Norman Whitfield) – Registrato il 1º novembre 1972
3. Fuzz – 4:26 (Dave Grusin) – Registrato il 28 ottobre 1972

## Musicisti
Brani A1, A2, A3 e B2
- Gene Ammons - sassofono tenore
- Sonny Phillips - pianoforte, organo
- Maynard Parker - chitarra
- Ron Carter - contrabbasso, basso
- Billy Cobham - batteria

Brani A4 e B3
- Gene Ammons - sassofono tenore
- Ernie Hayes - organo
- Hank Jones - pianoforte elettrico
- Joe Beck - chitarra
- Ron Carter - contrabbasso, basso elettrico
- Idris Mohammad - batteria

Brano B1
- Gene Ammons - sassofono tenore
- Ernie Hayes - organo
- Hank Jones - pianoforte elettrico
- Joe Beck - chitarra
- Ron Carter - contrabbasso, basso elettrico
- Mickey Roker - batteria